# Myotis oxygnathus
Il vespertilio di Monticelli (Myotis oxygnathus  Monticelli, 1885) è un pipistrello della famiglia dei Vespertilionidi diffuso in Europa.

## Descrizione

### Dimensioni
Pipistrello di dimensioni, con la lunghezza della testa e del corpo tra 58 e 70 mm, la lunghezza dell'avambraccio tra 52 e 59 mm, la lunghezza della coda tra 43 e 59 mm, la lunghezza del piede tra 11 e 17 mm, la lunghezza delle orecchie tra 19 e 24 mm, e un peso fino a 30 g.

### Aspetto
La pelliccia è corta. Le parti dorsali sono grigio-brunastre con la base dei peli grigia, mentre le parti ventrali sono bianche con le punte dei peli grigie. Una macchia biancastra è presente sopra la fronte tra le orecchie. Il muso è stretto e appuntito. Le orecchie sono lunghe e strette, con 5-6 pliche longitudinali sulla superficie interna e con un piccolo lobo rotondo alla base del margine esterno. Il trago è sottile e lanceolato. Le ali sono attaccate posteriormente sulle caviglie. I piedi sono grandi. La coda è lunga ed inclusa completamente nell'ampio uropatagio. Il calcar è lungo e privo di carenatura. Il cranio è lungo e stretto, con una cresta sagittale ben sviluppata. Il primo e secondo premolare superiore sono disposti lungo la linea alveolare. Il cariotipo è 2n=44 FNa=52.

## Biologia

### Comportamento
Si rifugia all'interno di grotte al sud del suo areale mentre preferisce i sottotetti di grossi edifici al nord. Forma grandi colonie, che durante i periodi riproduttivi possono raggiungere i 5.000 individui. Durante i periodi più freddi entra in ibernazione in siti sotterranei, talvolta in piccoli gruppi, con temperature tra 4 e 14 °C. È una specie occasionalmente migratoria con spostamenti fino a 488 km.

### Alimentazione
Si nutre di insetti catturati in zone riccamente erbose, con preferenze stagionali, tettigonidi in tarda primavera e in autunno, coleotteri melolontini in primavera, quando i primi sono scarsi.

### Riproduzione
Gli accoppiamenti di solito avvengono in autunno e si prolungano fino alla primavera successiva. L'aspettativa di vita può raggiungere i 30 anni.

## Distribuzione e habitat
Questa specie è diffusa nell'Europa centrale e meridionale, dal Portogallo, Spagna, Francia centrale e meridionale, Svizzera, Austria, Repubblica Ceca sud-orientale, Slovacchia, Ungheria, Polonia meridionale, Ucraina occidentale, Romania, Moldavia, Slovenia, Croazia, Bosnia-Erzegovina, Montenegro, Macedonia del Nord, Serbia, Albania, Grecia, isola di Creta, Bulgaria, Turchia europea e fino all'Anatolia occidentale. In Italia è diffusa su tutta la penisola, inclusa la Sicilia ma non la Sardegna dove invece è presente la specie affine Myotis punicus.
Vive in ambienti boscosi o carsici, parchi e zone urbane fino a 2.100 metri di altitudine.

## Tassonomia
Inizialmente descritta come sottospecie europea di Myotis blythii, è stata nel 2001 elevata al rango di specie in base a criteri molecolari.

## Conservazione
Questa specie viene considerata dalla IUCN come sottospecie europea di Myotis blythii e pertanto con i suoi stessi criteri di conservazione.